# Villiers-en-Bière
Villiers-en-Bière là một xã ở tỉnh Seine-et-Marne, thuộc vùng Île-de-France ở miền bắc nước Pháp.

## Dân số
Người dân ở Villiers-en-Bière được gọi là Villiers-en-Bièrois.
Điều tra dân số năm 2005, xã này có dân số là 214.